# Приєднання Буковини до УРСР

## Радянсько-німецькі відносини до підписання пакту Ріббентропа-Молотова
Протягом червня-липня 1939 р. представники німецької дипломатії намагалися із СРСР визначити шляхи унормування взаємовигідних торговельно-економічних відносин. Відповідно наступним кроком налагодження німецько-радянських відносин була заява завідувача східноєвропейської реферантури політично-економічного відділу МЗС Німеччини К.Ю.Шнурре про те, що німецька сторона прагне до співпраці із СРСР. Налагодження відносин здійснювалось у трьох напрямках:
- Господарське співробітництво;
- Культурна та наукова співпраця;
- Дипломатичні відносини.

Як наголошував Шнурре: «Цей третій етап також уявляється мені досяжним тому, що, на мій погляд навсьому відрізку від Балтійського до Чорного морів на Далекому Сході нема будь-яких зовнішньополітичних суперечностей, які виключали б можливість такого врегулювання відносин між двома країнами».
Із вказаного розуміємо, що радянській стороні пропонувалось здійснити переговори щодо укладання взаємовигідного політичного договору, в якому мали бути розподілені сфери впливу між двома державами. Із німецьких документів отримуємо відомості, що німецька сторона дуже очікувала на відповідь радянських дипломатів, щодо запропонованого.
Для просування німецько-радянських переговорів з серпня 1939 року Шнурре за дорученням Ріббентропа запросив Астахова до себе і запропонував йому обмінятися думками щодо покращення міждержавних взаємовідносин.
Мова йшла про додаткове включення "додаткового таємного протоколу « про політичні плани обох сторін.
Також розвиток дипломатичних відносин між Німеччиною і СРСР продовжувався через зустріч голови РНК і наркома закордонних справ СРСР В. М. Молотова з послом Німеччини в Москві Граф фон дер Шуленбурга, який зазначав, що Німеччина готова домовиться про поновлення існуючих чи утворення нових політичних угод з урахуванням радянських життєвих інтересів на всьому просторі від Балтики до Чорного моря, враховуючи Польщу та Румунію. Беручи до уваги попередні домовленості із німецькою стороною, радянська відзначала, що „залишаючись вірним своїй послідовній миролюбній політиці, СРСР піде лише на чисто оборонну угоду проти агресії…“. Згоду на радянсько-німецькі переговори була надана через два основні чинники:
- Невтішна перспектива в переговорах;
- Непредставницький склад західних військових делегацій;
- Відсутність достатнього рівня повноважень;
- Англія і Франція не готові вирішити питання про прохід армії польською і румунською сторонами;
- Відкладання переговорів між французькими і англійськими делегатами.

В результаті такої постановки проблем німецька сторона організувала висвітлення таємної інформації щодо підписання радянсько-німецького договору про ненапад. Шлях до укладання радянсько-німецького договору був тривалим, однак остаточне рішення було прийняте Сталіним після особистої зустрічі із Ріббентропом.
Так 17 серпня заявивши про „несерйозність“ поглядів Сталін взявся за вивчення пропозицій від німецької сторони. У інструкцію передбачалось що німецька сторона погоджується на підписання договору на ненапад на 25 років, надати гарантії країнам Прибалтики та вплинути на Японію за радянськими вимогами. Поряд із тим рейхсміністр висловив необхідність прилетіти до Москви і при необхідності підписати договір.
Згодом 19 серпня 1939 р. йдучи на зближення із Німеччиною сталінське керівництво здійснювало власні плани: підтримання Німеччини у війни проти Англії і Франції, прагнення переваги над обома ворогуючими сторонами. Відповідно сталінське керівництво мало надавати Німеччині сировинне і продовольче забезпечення. На засіданні політбюро ЦК ВКП (б) Сталін заявив: „Ми зробили свій вибір, і він ясний. Наше завдання полягає в тому, щоб Німеччина змогла вести війну, якомога довше. Очікуючи своєї години СРСР буде надавати допомогу нинішній Німеччині, постачаючи її сировиною і продовольством“.

## Радянсько-німецька дипломатія після укладення пакту 23 серпня 1939 р
Після обміну телеграмами між двома диктаторами датою підписання домовленостей було обрано 23 серпня коли німецька делегація прибула в радянську столицю. Результатом зустрічі було підписання радянсько-німецького договору. Ратифіковуючи договір Молотов сказав: „Мистецтво зовнішньої політики полягає в тому, щоб число ворогів своєї країни скоротилось, вчорашні вороги стали добрими сусідами“. Підписавши договір Молотов і Ріббентроп скріпили його підписами і додатковим протоколом. Для висвітлення входження Буковини до СРСР цей документ має важливе значення. Так у пункті 3 із таємного протоколу щодо південного Сходу Європи інтерес виявлявся до Бессарабії(а також Хотинщини). В той час, як німецька сторона заявляла про „повну політичну незацікавленість у цих областях“.
Однак згодом ситуація дещо змінилась через зміни в поглядах радянських і німецьких делегацій на державну приналежність Буковини і контролю за територіями.
На думку історика В.Вератєка проблема Бессарабії в радянсько-німецьких переговорах серпня 1939 полягала в наступному: СРСР виставить свої наміри щодо Бессарабії виключно тоді, коли третя країна сформує свої вимоги щодо Румунії. В даному контексті варто сказати, що Буковина як територія в радянсько-німецькому договорі не виокремлювалась. В.Вератєка вважав, що після окупації Західної України радянськими військами лінія радянсько-румунського кордону значно розширилась і радянські війська розташовувались як біля Дністра та і біля Черемошу. Присутність на Буковині значної кількості військ свідчить про стратегічні плани керівників СРСР, які прагнули підвести свої військові сили значно ближче до Центральної Європи.
Радянсько-німецький договір та протокол не можна розглядати як приклад миролюбності СРСР. Більше того, Німеччина в 1939 не становила загрози СРСР і не мало потужного плану для нападу. Початок Другої світової війни дав можливість Сталіну повернутись до пункту 3 із таємного протоколу щодо Бессарабії. У своєму виступі 25 березня 1940 р. Молотов зазначав: „ У нас немає договору про ненапад з Румунією. Це можна пояснити наявністю невирішеного спірного питання про Бессарабію, захоплення якої Румунією Радянський Союз ніколи не визнавав, хоча і інколи не ставив питання про повернення Бессарабії воєнним шляхом“.
Вже 23 червня 1940 року московське керівництво офіційно повідомило [Берлін], що з вирішенням питання бессарабських територій не можна очікувати, а також необхідно розповсюдить радянські побажання на території Буковини, де проживало українське населення. Поряд із тим [Шуленбург] нагадував Молотову що в Румунії присутні німецькі інтереси, які проявляються в постачанні сировини як цивільної так і військової промисловості. Натомість Молотов зазначив, що „Німеччина не буде перешкоджати проведенню радянській акції“.
У той час Ріббентроп в інструкції Шуленбургу від 25 червня підтвердив вірність Німеччини московським угодам і її незацікавленість у Бессарабії, але згадав про етнічних німців, які проживали в цій області. Наміри щодо Буковини виглядали для німців як щось нове. Оскільки Буковина належала австрійській короні і густо заселена німцями. З огляду на економічні інтереси в Румунії Німеччина зацікавлена в тому, щоб ці райони не стали театром воєнних дій. Ріббентроп висловив думку про готовність імперського уряду порадити Румунії, якщо це буде необхідно, досягти вирішення бессарабського питання Поряд із тим, Шуленбург вказав Молотову, що відмова Рад від Буковини, яка ніколи не належала навіть царській Росії, допоможе вирішити питання із Бессарабією. Однак, Молотов заперечив, сказавши, що Буковина є останньою частиною, якої не вистачає єдиній країні, і що з цієї причини радянський уряд вважає важливим вирішення даного питання одночасно з бессарабським».
На початковому етапі радянські наміри стосувалися всієї Буковини, де Москва обґрунтовувала етнічний фактор проживання українців. Однак більшість українського населення проживало на півночі. То після переговорів обмежились виключно північною частиною Буковини з Чернівцями.
Вже 26 червня Молотовим було повідомлено Шуленбургу, що рішення уряду СРСР по обмеженню претензій північної частини Буковини з містом Чернівці, зазначив, що межі кордону повинні "пройти від найбільш південної точки радянської Західної України на схід вздовж ріки Сучава і потім на північний схід від Герци до Пруту внаслідок чого Радянський Союз одержить прямий залізничний зв'язок з Бессарабії через Чернівці до Львова. Радянська сторона сподівалась на підтримку Німеччиною цих вимог.
Отже дипломатичні радянсько-німецькі переговори щодо входження Буковини до УРСР вирішувались у колах керівних еліт і супроводжувались власними намірами і амбіціями для задоволення потреб.
В даному контексті [Буковина] виступала об'єктом дипломатичних і міждержавних відносин періоду Другої світової війни.

## Румунсько-німецькі дипломатичні відносини щодо приєднання Буковини до УРСР
В березні 1939 р. Румунія уклала з Німеччиною економічну угоду, яка, на думку німців і решти світу, означала політичну залежність. Умовами цієї угоди передбачалося поряд з різким збільшенням вивезення в Німеччину румунської сільськогосподарської сировини, поставками нафти і руди, спільних промислових компаній, співпрацею банків і т. д., також і оснащення румунської армії німецьким озброєнням. Румунський уряд визнавав, що «буде важко отримувати німецьку економічну допомогу і в той же час зберігати незалежний політичний курс», тобто, по суті, погодилося зі своїм васальним статусом.
Опинившись у положенні німецького сателіта, Румунія не прийшла, всупереч підписаному в 1921 р. польсько-румунському союзному договору, на допомогу гинучій під ударами військ рейху Польщі у вересні 1939 р. 27 травня 1940 р. був підписаний так званий «нафтовий пакт» з Німеччиною, за яким Румунія зобов'язувалася поставляти в рейх всю видобуту нафту. Німецько-румунське «зближення», однак, не завадило через місяць Радянському Союзу з мовчазної згоди Берліна приєднати до себе Північну Буковину та Бессарабію, на більшій частині якої була створена Молдавська РСР. Тим самим був адміністративно оформлений етногенез молдаван – народу, існування якого румунська влада так і не визнала.

## Радянсько-румунські відносини щодо приєднання Буковини до УРСР
Радянсько-німецький договір, який був підписаний 23 серпня 1939 р. та таємний протокол до нього передбачав розподіл сфер впливу між Німеччиною та СРСР у Східній Європі. У 3-му пункті підкреслювався інтерес до Бессарабії. Цей пункт і дозволив Радянському Союзу у 1940 р. приєднати Бессарабію.
Поспішаючи використати усі переваги пакту з Гітлером, влітку 1940 р. Сталін вирішив, що настала черга долучити й решту земель, які згідно з пактом Молотова — Ріббентропа увійшли у «сферу інтересів» СРСР. Зокрема, на червень 1940 р. для Москви склалися винятково сприятливі умови для розв'язання територіальної суперечки з Румунією щодо Бессарабії та Буковини, яка раніше належала до Російської імперії. Тому коли її захопила Румунія у 1918 р., виникла ця суперечка — СРСР не визнавав це приєднання. Причому радянська сторона офіційно не визнавала не лише анексію Бессарабії, але й входження до складу Румунії Північної Буковини. Становище Румунії ускладнювалося внаслідок висунення до неї територіальних претензій з боку Угорщини та Болгарії. Вступаючи у безпосередні перемовини з Лондоном, Римом та Берліном щодо питань (передачі території однієї держави іншій за угодою між ними) Бессарабії та Північної Буковини, Москва діяла у такому правовому полі, яке пропонувало «старе» міжнародне право.
Урегулювання радянсько-румунської територіальної суперечки в червні 1940 р. не викликала гострої реакції серед провідних країн світу, що може слугувати доказом дотримання радянською стороною необхідної процедури при вирішенні питання Бессарабії та Північної Буковини засобами міжнародного права. Про це свідчить те, що, Бухарест після поступки Бессарабії та Північної Буковини відмовився від того, щоб прийняти біженців єврейської і української національностей, а також висловився за депортацію українського населення з Південної Буковини. По суті, такий підхід означав, що румунська влада відмовилась визнавати громадянські права (в розумінні прав громадян Румунії) за українцями і євреями, які до 28 червня 1940 р. були мешканцями цих земель. Така постановка питання свідчила про те, що Бухарест (принаймні влітку 1940 р.) змирився з втратою донедавна спірних територій Бессарабії і населеної українцями Північної Буковини.
29 березня 1940 року В. М. Молотов на сесії Верховної Ради СРСР заявив, що «у нас немає пакту про ненапад з Румунією». Це пояснюється наявністю невирішеного спірного питання про Бессарабію, захоплення якої Румунією Радянський Союз ніколи не визнавав, хоча й ніколи не ставив питання про повернення Бессарабії збройним шляхом.
Ця заява викликала в Румунії велике занепокоєння. Будучи занепокоєним цією заявою, 30 березня румунський прем'єр-міністр Г. Татареску повідомив Німеччину про необхідність подальшого переозброєння румунської армії й просив вплинути на Москву, щоб та не претендувала на Бессарабію, на що отримав відповідь, що стосунки Берліна з Румунією залежатимуть від виконання нею своїх економічних зобов'язань перед Третім Рейхом.
Отримавши дані про зосередження Червоної Армії вздовж Дністра, міністр закордонних справ Румунії Г. Татареску заявив, що «румунський уряд і король сповнені рішучості скоріше вступити у війну, ніж просто поступитися», якщо СРСР зажадає окупувати Бессарабію.
Але в Румунії ще не знали, що доля Бессарабії та Північної Буковини вже практично вирішена за радянсько-німецькими домовленостями.
26 червня 1940 року Молотов вручив румунському посланцеві Г. Давідеску ноту радянського уряду, в якій було висловлено таке:
- «Повернути Бессарабію Радянському Союзу»;
- "Передати Радянському Союзу північну частину Буковини в межах визначених на карті, що додається[10]

Румунський уряд повинен був дати відповідь протягом 27 червня. На спробу румунського посланця заперечити наведену в ноті аргументацію посиланнями на історію Бессарабії і подій 1918 року, Молотов зазначив, що вони «не відповідають ані історичному розвитку, ані реальній ситуації». Так само не вдалася спроба продовжити термін відповіді з Бухареста, оскільки, Молотов категорично наполягав на тому, що радянський уряд вже «чекав 22 роки» і тому «сподівається, що відповідь буде надано без зволікань, і якщо вона буде позитивною, то питання буде вирішено мирним шляхом».
Отримавши радянську ноту, румунський уряд звернувся за підтримкою до Італії, Німеччини і союзників по Балканській Антанті. У свою чергу уряд Німеччини запропонував, щоб уникнути війни між країнами, погодитися з вимогами СРСР та поступитися визначеними регіонами. Італійська сторона разом із Німеччиною висловила готовність «порадити Румунії прийняти радянські пропозиції»
Загнана в глухий кут румунська влада до останнього намагалась виграти час та затягти процес переговорів, водночас уже з ранку 27 червня 1940 року в Румунії оголошено мобілізацію.
Вночі 27 червня в ході швидкоплинних переговорів румунський представник заявив про готовність Румунського королівства піти назустріч радянським вимогам та обговорити це, проте Молотов в ультимативній формі від імені радянського уряду надіслав румунському уряду ноту про порядок передачі Північної Буковини та Бессарабії СРСР.
- Протягом 4 днів, починаючи з 2 год. дня за московським часом 28 червня, румунським військам очистити територію Бессарабії і північної частини Буковини;
- Радянським військам за цей же період зайняти територію Бессарабії і північної частини Буковини;
- Протягом 28 червня радянським військам зайняти пункт: Чернівці, Кишинів, Акерман;
- Королівському урядові Румунії взяти на себе відповідальність за цілість і недопущення псування залізниць паровозного і вагонного парку, мостів, складів, аеродромів, промислових підприємств, електростанцій, телеграфу;
- Призначити комісію з представників Радянського уряду і румунського уряду по 2 від кожної сторони для врегулювання спірних питань по евакуації румунських військ і установ з Бессарабії і північної частини Буковини.

Коронна рада Румунії, реально оцінивши стан держави в цих обставинах та ставлення союзників до виконання своїх обіцянок, 21 голосами «за», при 6 «проти» та одному, що утримався, вирішила поступитися вимогам Радянського Союзу. До того ж, Німеччина дала зрозуміти, що зміна кордону носитиме тимчасовий характер, і вказані території знов увійдуть до складу Румунії. 28 червня в Бессарабію та Північну Буковину вступила Червона Армія .